# Virgem das Rochas
A Virgem das Rochas ou Rochedos é o título utilizado para designar um conjunto de duas pinturas de composições quase idênticas que foram pintadas, pelo menos em sua maior parte, por Leonardo da Vinci. Estas versões estão atualmente no Museu do Louvre, Paris e na National Gallery, Londres.

## As pinturas

### Versão do Louvre
Esta versão foi pintada em torno de 1483-1486, ou mais cedo. A pintura é poucos centímetros maior que a versão de Londres. A maioria dos estudiosos são unânimes em afirmar que o trabalho foi em sua maior parte executado por Leonardo, e é a primeira das duas versões mundialmente conhecidas. A obra é um dos primeiros grandes resultados do uso do chiaroscuro, efeito por ele mesmo elaborado que consiste em contrastes entre luz e sombra, muito presente em sua obra.
 A encomenda original para que Da Vinci pintasse A Madona das Rochas viera de uma organização conhecida como a Confraria da Imaculada Conceição, que precisava de uma tela para ser peça central de um tríptico em um altar da Igreja de São Francisco, em Milão. As freiras deram dimensões específicas a Leonardo, e o tema desejado para a pintura – Virgem Maria, São João Batista ainda bebê, o arcanjo Uriel e o Menino Jesus, abrigados em uma caverna. Embora Da Vinci fizesse o que lhe mandaram, o grupo reagiu com horror quando ele entregou a pintura. Havia enchido o quadro com detalhes perturbadores. A tela mostrava a Virgem Maria de túnica azul, sentada com o braço em torno de um bebê, presumivelmente o Menino Jesus. Diante dela se encontrava sentado Uriel, também com um menininho, presumivelmente o pequeno João Batista. O estranho, porém, era que, em vez da cena que costumeiramente se vê, de Jesus abençoando João Batista, era João que estava abençoando Jesus, e Jesus mostrava-se submisso à sua autoridade. O mais preocupante, porém, era que Maria estava com uma das mãos sobre a cabeça do  pequeno João e em um gesto decididamente ameaçador – os dedos pareciam garras de águia agarrando uma cabeça invisível. Por fim, a imagem mais amedrontadora e clara: logo abaixo dos dedos curvos de Maria, Uriel fazia com a mão o gesto de quem corta uma cabeça – como se cortasse o pescoço da cabeça invisível que a mão de Maria, em forma de garra, segurava.[carece de fontes?]
Uma versão menos rocambolesca do que a anterior, fundamentada no documentário “Da Vinci e o retrato perdido – France Arte”, por historiadores de arte é apresentada a seguinte analogia:
Até à Renascença a Arte respeitava certas regras de representação ditadas pela Religião. Os rostos eram pintados sem conhecimento anatómico, rígidos e codificados na sua atitude e características. Apareciam sobre um fundo normalmente dourado sem perspectiva nem paisagem. Leonardo da Vinciquebra com a pintura Gótica, pois na Florença dos séculos XV e XVI a Humanidade era vista de forma diferente, renascentista. Já não eramos apenas um factor religioso mas antes, seres viventes neste mundo e por conseguinte a Humanidade passou a ser mostrada de forma diferente. As personagens ganharam destaque e passaram a interagir entre si e com a natureza. Os pintores tentavam alcançar uma representação secular da humanidade na qual se vê vida, movimento e vivacidade. Esta evolução trouxe uma nova perspectiva à pintura na qual o estilo passou a ser tão importante como o tema. Os pintores entravam agora para o patamar de artistas num momento de viragem crucial na história da Arte. Leonardo dizia: “Não trabalho apenas com as mãos, trabalho também com a minha mente e por conseguinte, pintar, não é apenas um negócio, é Arte.”
Leonardo foi o primeiro a exigir liberdade criativa aos seus patronos tal como se pode ver na “Virgem dos Rochedos” encomendado em Milão em 1483 pela Confraternidade da Imaculada Conceição. Leonardo pintou o que queria pintar sendo uma das primeiras vezes na história da arte em que vemos um artista ignorar por completo as indicações que recebera. Quando indagado respondeu: “Eu, o Pintor, o Artista, é que sei como deve ser feito!”
Pintar tornou-se Arte, “una cosa mentale” como diria Leonardo da Vinci.
(in: documentário “Da Vinci e o retrato perdido – France Arte”)

### Versão de Londres
Quase idêntica à versão do Louvre, a versão de Londres é provavelmente uma cópia da primeira, executada pelo próprio Leonardo com a assistência de outros pintores, mais provavelmente os irmãos Ambrogio e Evangelista de Pedris.
Pintada para adornar o altar da capela milanesa de São francisco, o Grande, ela foi vendida pela igreja, muito provavelmente em 1781, e certamente em 1785 tornou-se posse de Gavin Hamilton, que a levou para a Inglaterra, onde passou por várias coleções e, em 1880 finalmente torna-se parte da coleção da National Gallery, onde encontra-se atualmente.
Em Junho de 2005 em uma análise em infravermelho foi descoberto um outro trabalho oculto por baixo do visível. Acredita-se que retrata uma mulher igualmente ajoelhada, segurando uma criança junto ao colo com um braço, e o outro estica (semelhante a como ocorre em São Jerónimo no deserto). Alguns estudiosos acreditam que a intenção inicial do artista seria a pintura da adoração dos magos. Muitas outras alterações são visíveis à exposição de raios-x ou de examinação em infravermelhos. Em 2019, imagens de alta qualidade revelaram que o desenho sob a pintura é mais detalhado. Pinceladas mostram que o artista originalmente posicionou Maria no lado esquerdo da imagem, de frente para o menino Jesus e um anjo à direita. A composição original de Da Vinci foi significativamente rotacionada em comparação com a pintura que ele acabou produzindo.
Em Julho de 2010, após um processo de restauração que durou 18 meses, foi revelado que o artista renascentista provavelmente pintou a tela inteira ele próprio, e não, como se pensava anteriormente, com a ajuda de seus assistentes. A tela também aparenta nunca ter sido inteiramente concluída, segundo a equipe de conservação da National Gallery (Londres).
O processo de limpeza trouxe à tona detalhes que passaram muito tempo ocultos sob uma camada de verniz aplicada em 1948-9 e fortemente degradada desde então, que também reduziu o sombreamento sutil da pintura, especialmente em suas áreas mais escuras, e prejudicou o senso de espaço pretendido.

### Desenhos ocultos
Os cientistas, a fim de determinar os elementos químicos nas pinturas, aplicaram um algoritmo combinado com uma técnica chamada digitalização macro-fluorescência de raios-X (MA-XRF) e visualizaram desenhos ocultos abaixo da pintura. Leonardo originalmente desenhou imagens de um anjo e do menino Jesus.